# 杜正勝
杜正勝（1944年6月10日—），臺灣高雄永安人，歷史學者，專長在中國上古史、中國古代社會史學者，專研古代社會史、文化史、醫療史等。1992年7月榮膺中央研究院院士，曾任小學教師，臺灣東吳大學、國立清華大學教授、國立故宮博物院院長、中華民國教育部部長等職。現任國立成功大學歷史學系榮譽教授、長榮大學臺灣研究所講座教授、國立臺灣大學歷史學系兼任教授、中央研究院歷史語言研究所研究員、中央研究院歷史語言研究所兼任暨通信研究員、《大陸雜誌》主編、《新史學》主編、中央研究院院士。

## 學術生涯

### 學術背景
1966年於臺灣省立臺南師範專科學校（當時為五年制專科學校，現今已經改制為國立臺南大學）畢業，杜正勝一邊於小學教書一邊自修，考上國立臺灣大學歷史學系，1970年自台大歷史系畢業，1974年取得台大歷史學研究所碩士學位，並轉往英國倫敦政經學院（London School of Economics and Political Science）、倫敦亞非學院（The School of Oriental and African Studies）等學府研究。
杜正勝從1976年起步入學界，起初在東吳大學歷史學系擔任講師，升任副教授後於1980年轉任中央研究院歷史語言研究所副研究員，1983年到美國的哈佛燕京學社做訪問學人，1984年回台後升任為研究員，並到台大歷史系兼課教授中國社會史上學期，下學期改由梁庚堯任教1985年3月到香港中文大學新亞書院做明耀訪問學人，後回中央研究院歷史語言研究所任研究員，1986年2月出任國立清華大學歷史研究所教授兼所長。
1987年轉任中央研究院歷史語言研究所第四組（人類學組）主任，1993年卸任，期間曾主編《大陸雜誌》、《新史學》2份刊物，並於1989到1992年間兼任中華民國教育部學術審議委員會委員。1992年，他當選中央研究院第19屆院士，並由行政院國家科學委員會資助到英國倫敦亞非學院（School of Oriental and African Studies）做一年訪問學人。

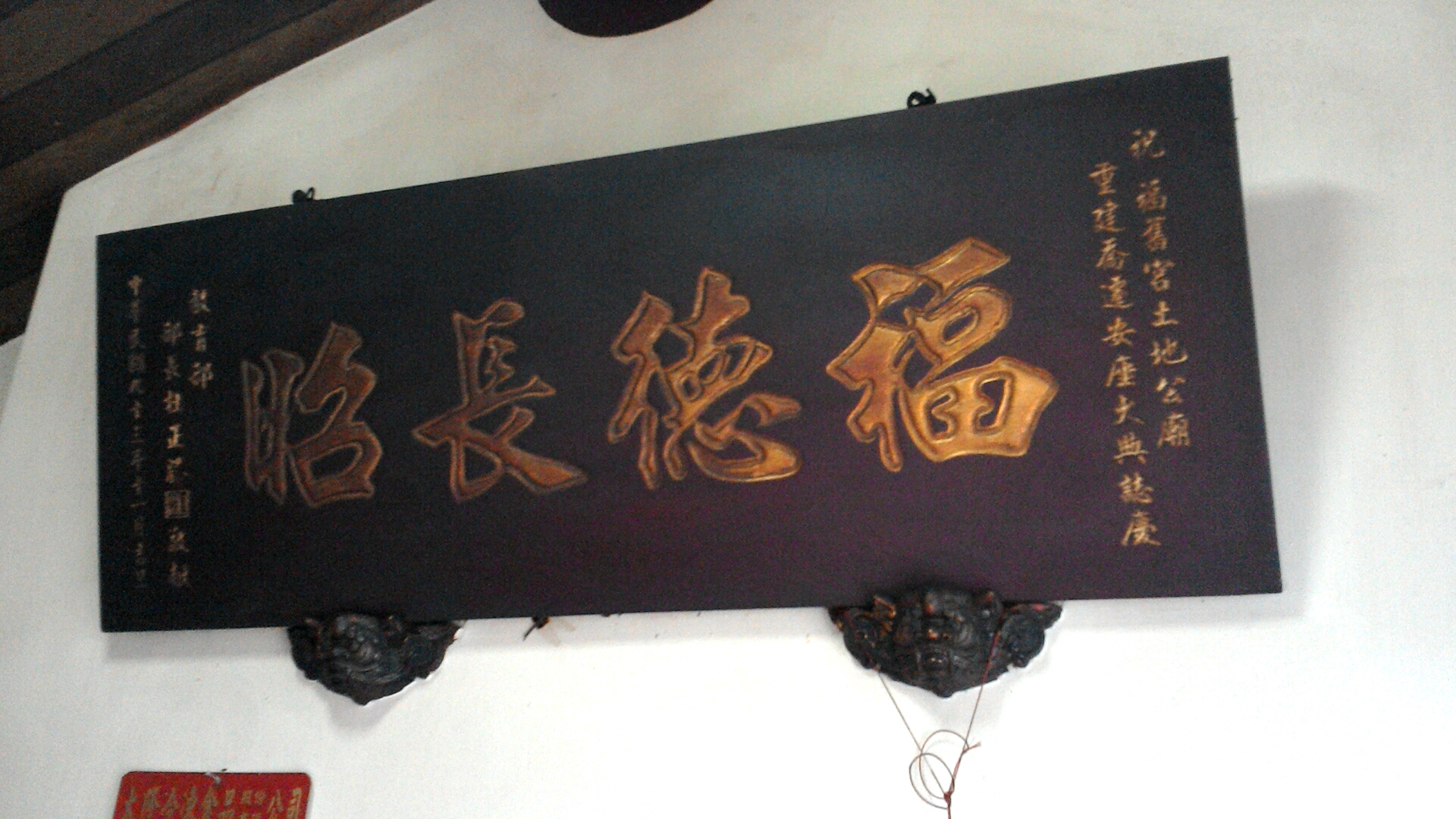
基隆市中正區福舊宮中時任教育部長的杜正勝所贈的「福德長昭」匾。

1992年由台北允晨文化出版公司出版的《古代社會與國家》讓他回台後得到行政院新聞局1993年的金鼎獎，1994年到1995年兼任中華民國教育部顧問室的顧問，1995年4月起，出任中央研究院歷史語言研究所所長，直到2000年5月20日接任國立故宮博物院院長為止，於擔任故宮院長期間仍繼續兼任中研院的研究員。2004年5月20日，出任中華民國教育部長。
擔任中央研究院歷史語言研究所所長這段期間，於1995年到1998年間兼任國立編譯館（當時負責編印全國的中小學教科書）「國民中學認識臺灣（社會篇）教科書編審委員會」主任委員，負責主編和總訂正「認識臺灣（社會篇）」課程的教科書（這套教材用於1997學年至2001學年間進入國中就讀者，後因實施九年一貫而不再使用）。1997年，擔任國立編譯館「高級中學歷史教科書編審委員會」主任委員時，提出以「同心圓史觀」編寫中學歷史教科書的主張。

### 學術思想
杜正勝的新史學思想分為兩個階段，第一階段增添歷史研究的內容，以下層人民補上層菁英，以生活補政權與文化。第二階段提倡超越中國疆界的歷史研究，以同心圓史觀作架構而包含臺灣、中國、亞洲與世界。

### 學術作品
- 《編戶齊民：傳統政治社會結構之形成》
- 《周代城邦》
- 《古代社會與國家》
- 《從眉壽到長生：醫療文化與中國古代生命觀》
- 《新史學之路》
- 《吾土與吾民：社會篇》
- 《詩經的世界》
- 《中國文化史》
- 《臺灣心臺灣魂》

## 仕途
1962年，杜正勝就讀臺灣省立臺南師範學校時加入了中國國民黨。
自1989年開始，杜正勝兼任教育部學術審議委員會委員，1994至1995年擔任中華民國教育部顧問室顧問，为前總統李登輝起草过許多文告和講稿，譬如1995年的228紀念碑落成講話、第一任民選總統就職大典以及若干人權場合的發言。

### 教育部長時期
2000年政黨輪替，民主進步黨執政後，杜正勝被任命为國立故宮博物院院長，2004年，陳水扁當選連任總統，杜正勝被任命為教育部部長並為行政院政務委員。在任期間由于政治言论曾引起當時社會批评和攻击。2008年5月20日卸職，由鄭瑞城接任。
2004年5月6日，台灣《自由時報》報導，杜正勝昨日以故宮博物院院長身分於立法院進行故宮工作報告，立委李慶華提出杜正勝的碩士論文質詢，並指出其中註解八的內容，上書「誰說的，我已忘了，但現在也沒有尋找的必要，反正我不打誑說謊」。對於此內容，有人認為這多少帶有年少輕狂的氣息，且當年的學術規範不如現在如此嚴格，反對者則認為這是嚴重的錯誤示範 。
2004年9月，杜正勝部長報請行政院核定後，由時任體育司長王福林接任學生軍訓處長，成為中華民國第一位文人背景的教育部軍訓處長，以往都由軍職中將轉任。
2006年1月底玄奘大學中文系教授沈謙病故，杜正勝以教育部部長之名送的輓聯上寫著「音容苑在」。
2006年5月23日，台灣《東森新聞報》報導， 陳水扁總統520淨灘活動中提及志工的貢獻中，誤用成語「罄竹難書」。教育部長杜正勝22日在接受立法委員質詢時表示，罄竹難書單就字面意義上解釋，是「用盡紙張都寫不完」的意思，並無負面或正面之說。行政院長蘇貞昌23日上午表示，成語自有其社會公認並接受的解釋，不必在這個時候另作新解。蘇揆指出，「成語用錯事小硬拗引發爭議不足為訓。」
2007年1月22日，台灣媒體報導，教育部的網路成語辭典將「三隻小豬」當成成語，並因此批評教育部。當天，杜正勝參加「全國教育局長會議」時說，教育部網路版《成語典》納入《三隻小豬》、《睡美人》等童話故事，是要大家活用童話故事的典故，因為語言是活的，每一個童話故事的背後都有典故。並說：「『三隻小豬』怎麼樣造句？這不是造句，是你講話時要如何引用。當我教小朋友，我看到小朋友很偷懶，作業都不寫完，馬馬虎虎、草草率率，我說：『你不要像三隻小豬的老大，三隻小豬的故事你要想一想。』這就是運用成語了！」教育部成語典編輯召集人李鍌表示，「三隻小豬」絕非成語，而是「參考語料」，放在成語典附錄純供參考。不過，杜正勝對此事件，不以《三隻小豬》是附錄辯解，堅持「三隻小豬」作為成語並無不當，並發言「用成語會讓人變得懶散、思想混沌、一知半解，成語與現代生活無關，用成語是國文教育的失敗」。
2007年8月4日，在故宮弊案中，《聯合報》的報導捏造杜正勝的發言，以「杜正勝：下屬亂來不關我事」的聳動字眼為標題，導致杜正勝控告聯合報，聯合報並在8月5日刊登更正。
2007年11月26日，台灣《蘋果日報》報導教育部辭典將「打炮」一詞解釋為「放鞭炮」，以此質疑教育部 ，並引起記者追問杜正勝。不過，在教育部辭典中，「打炮」一詞並列兩個解釋：「涵義一：放鞭炮。如：每逢過節，家家戶戶都會打炮以示慶祝。涵義二：嫖妓。流行在下層社會的粗話隱語。如：他生性風流，常到風月場所打炮」。許多人士指出，打炮在以前本來就有放鞭炮的意思。而當代使用「打炮」一詞卻用在粗俗的性俚語，故而引起質疑。教育部因此爭議，暫時關閉網路辭典（2007年12月，教育部重新推出《重編國語辭典修訂本》網路版，是教育部國語辭典最新版本）。
2008年7月16日，杜正勝因教育部長任內特別費案，被檢方以貪污罪起訴。2011年無罪定讞。

### 對媒體的批判
2000年代杜正勝投入政壇的教育理念，從「左轉九十度台灣地圖」顯現得非常明顯，反映了其對於中國上古史的研究及其自1990年代起對於台灣歷史教育的批判。因此即便清領時期地圖中的台灣也為橫躺，但橫躺的台灣地圖在2011年之後仍被泛藍人士視為有台獨意識。
2013年9月13日，杜正勝在「民主進步黨八年執政研討會」中，曾自述其教育理念的三大要點，即「去法西斯化」、「自由化」及「本土化」。
自杜正勝上任教育部長後時常為新聞媒體焦點。但是杜正勝以不低調的行事風格著稱，一貫以持續的發言為自己的觀點辯護，這也是造成其爭議新聞擴大的主因之一。

## 評價
杜正勝任職教育部長期間（2004-2008），因推動「本土化教育」背負不少罵名，而香港武俠小說大師金庸於2005年訪台接受媒體專訪時，曾表示自己非常欣賞杜正勝，直言：「我自己研究歷史他是歷史學家，他寫很多文章我看了很佩服他，我希望能認識他跟他請教。」
杜的支持者認為外界對杜正勝的批評是台灣媒體亂象或台灣政治亂象，反對者則視他為亂源，應為教改的失敗負責。

## 家庭
夫人陳芳妹，為台大藝術史研究所兼任教授，育有一子（杜明夷）一女。

## 傳記
- 韓國棟著，《走在風尖浪頭上：杜正勝的台灣主體教育之路》，（台北：時報出版，2016）ISBN 9789571365367

## 外部連結
- 部長學經歷：杜正勝
- 【Caffen的單眼相機】哈哈鏡--媒體與學術間的杜正勝 （页面存档备份，存于）（作者：caffen 超齡台 （页面存档备份，存于））
- 【Caffen的單眼相機】哈哈鏡--媒體與政治領域間的杜正勝  （页面存档备份，存于）（作者：caffen 超齡台 （页面存档备份，存于））
- 〈關鍵時刻知識分子的出處進退──讀《走在風尖浪頭上》〉 （页面存档备份，存于）（作者：胡川安，發表於「故事 gushi.tw」）